# Lluís Guarner
Lluís Guarner Pérez i Musoles (Valencia, 2 de febrero de 1902 - Valencia, 26 de agosto de 1986) fue un escritor, poeta y erudito español, que destacó en el ámbito del valencianismo cultural. 

## Vida
Nació en el seno de una acomodada familia, descendiente, por parte materna, del linaje de los Musoles. Era tío del profesor Manuel Sanchis Guarner. Se licenció en Filosofía y Letras y Derecho por la Universidad de Valencia. Fue catedrático de bachillerato de Lengua y Literatura Españolas en diversas ciudades de Andalucía, Cataluña y la Comunidad Valenciana. De estado civil soltero, Guarner dedicó su vida y sus esfuerzos al estudio y a la enseñanza. Obtuvo la Flor Natural de los Jocs Florals de la Ciutat i del Regne de Valencia (Juegos florales de la ciudad y reino de Valencia), organizados por Lo Rat Penat, en 1924. Fue miembro de la Real Academia de las Buenas Letras de Barcelona desde 1931. Fue firmante de las Normas de Castellón, de 1932. En 1936 fue vocal de la junta directiva de Lo Rat Penat. Ingresó en el Centro de Cultura Valenciana en 1965. 
Su erudición y obra le convirtieron en uno de los intelectuales y escritores valencianos más destacados del siglo XX. En 1985 le fue concedido el Premio de las Letras Valencianas, máximo galardón de la Comunidad Valenciana a la trayectoria de un literato. Falleció a los 84 años. A su entierro acudieron las máximas autoridades valencianas y reperesentantes del mundo cultural valenciano. Tras su muerte se constituyó un patronato, con representación de la Generalidad Valenciana, que instituyó el Premio Lluís Guarner, que se otorga cada año.

## Obra
Guarner escribió novela, biografía y crítica literaria, pero ante todo fue poeta y ensayista. Su obra literaria está escrita en valenciano y castellano. Es autor de varios estudios sobre poetas valencianos de la Renaixença como Vicent W. Querol y Teodoro Llorente, sobre Jacinto Verdaguer, de una obra sobre el primer incunable español y de varias guías sobre la ciudad de Valencia, entre las que destaca Valencia, tierra y alma de un país, publicada en 1974. Hizo traducciones de Paul Verlaine y Charles Baudelaire, así como trabajos sobre la figura de San Juan de la Cruz. Colaboró en importantes revistas literarias como La Estafeta Literaria o la Taula de les Lletres Valencianes, así como en el Boletín de la Real Academia Española. Su producción superó las cien obras.

### Obra poética
Entre su obra poética destaca:
- Breviario sentimental (1921)
- Llama de amor viva (1923)
- Libro de horas líricas (1925)
- Cançons de terra i de mar (1936)
- Realidad inefable (1942),
- Primavera tardía (1945)
- Canciones al vuelo del aire (1945)
- Recança de tardor (1949)
- La soledad inquieta (1950)

### Ensayo
Destaca:
- Valencia, tierra y alma de un país (1974).

### Novela
Entre sus novelas destacan:
- Taronja a 51º latitud Nord (1930) y
- Baix la lluna de Nisan (1931).

### Biografías
- Castelar, verbo de la democracia (1932)
- Poesía y verdad de Vicente W. Querol (1976)
- La Renaixença valenciana i Teodor Llorente (1985)

### Crítica literaria
- Poetas modernos. Siglos XVIII y XIX (1952)
- Antología de la poesía española medieval (1966)
- Edición de las Obras completas de Vicente Wenceslao Querol (1974)
- Comentario al incunable Les trobes en Lahors de la Verge Maria (1974)

## La Casa Guarner
La casa de Lluís Guarner, en Benifairó de los Valles, es una antigua casa solariega de estilo tradicional valenciano, que el erudito valenciano heredó de su madre, y conservó y enriqueció con el tiempo. La planta baja conserva su decoración típica con utensilios y aparejos agrícolas, así como la cocina, y la planta principal, de estilo burgués, contiene decoración en cerámica. También permanece intacto su estudio y biblioteca. En el exterior destaca su jardín con árboles monumentales y retablos en cerámica de los siglos XVIII y XIX. La casa, adquirida por la fundación de la entidad bancaria Bancaja está destinada hoy a usos culturales, reservándose el jardín para celebrar conciertos de música clásica y recitales poéticos.